# Hay Hills
Hay Hills är en kulle i Antarktis. Den ligger i Östantarktis. Australien gör anspråk på området. Toppen på Hay Hills är 925 meter över havet.
Terrängen runt Hay Hills är kuperad åt nordost, men åt sydväst är den bergig.  Trakten är obefolkad. Det finns inga samhällen i närheten. 